# 1199 w polityce

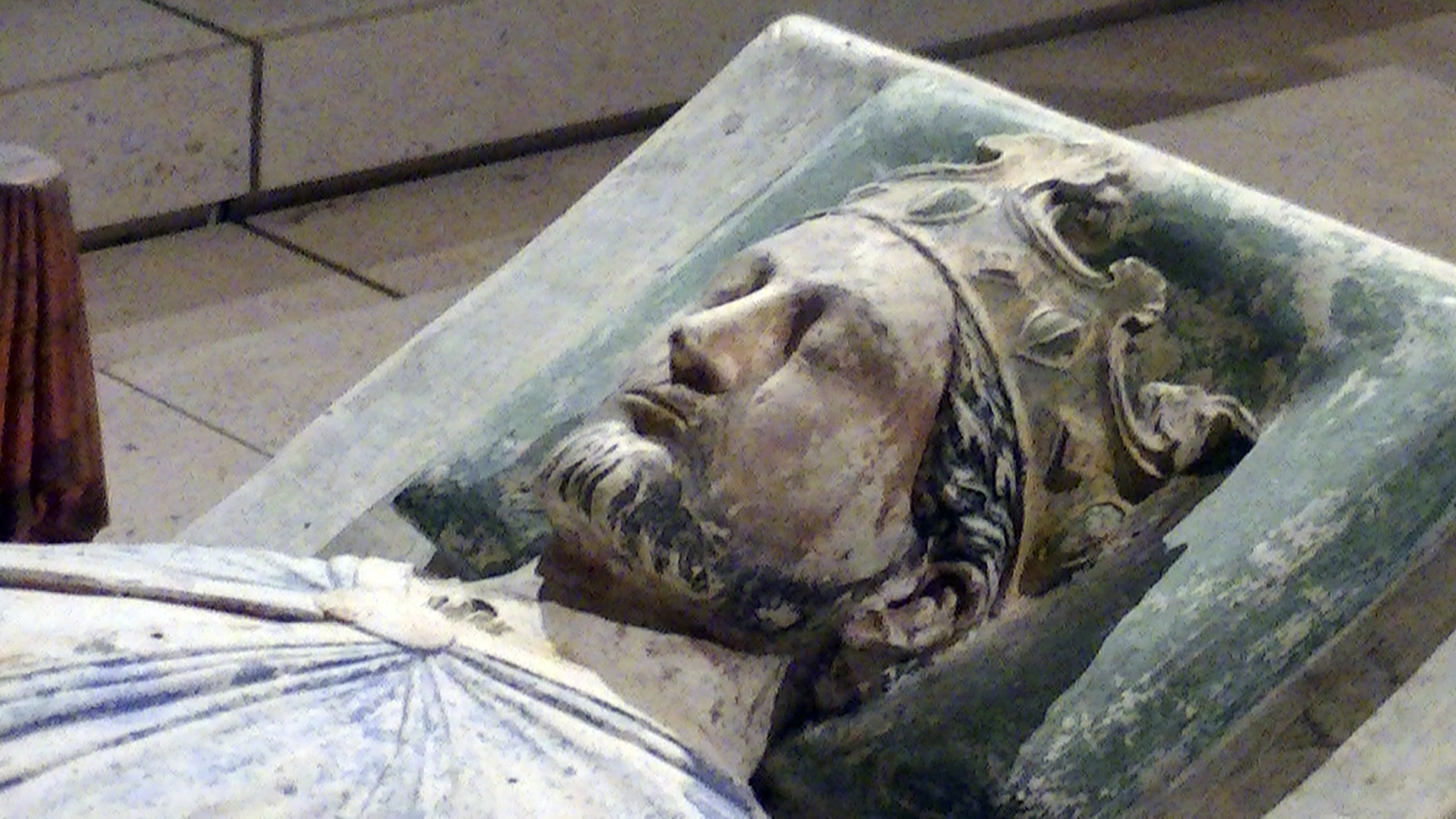
Nagrobek Ryszarda I Lwie Serce

Wydarzenia polityczne w 1199 roku.

## Wydarzenia
- Jan bez Ziemi obejmuje tron Anglii[1].

## Zmarli
- 9 lutego Yoritomo Minamoto[2][3][4], siogun.
- 6 kwietnia Ryszard I Lwie Serce[5][6] umiera wskutek odniesionej rany[7].